# FOXF2
FOXF2 (англ. Forkhead box F2) – білок, який кодується однойменним геном, розташованим у людей на 6-й хромосомі. Довжина поліпептидного ланцюга білка становить 444 амінокислот, а молекулярна маса — 45 993.
| 10         |  | 20         |  | 30         |  | 40         |  | 50         |
| ---------- |  | ---------- |  | ---------- |  | ---------- |  | ---------- |
| MTTEGGPPPA |  | PLRRACSPVP |  | GALQAALMSP |  | PPAAAAAAAA |  | APETTSSSSS |
| SSSASCASSS |  | SSSNSASAPS |  | AACKSAGGGG |  | AGAGSGGAKK |  | ASSGLRRPEK |
| PPYSYIALIV |  | MAIQSSPSKR |  | LTLSEIYQFL |  | QARFPFFRGA |  | YQGWKNSVRH |
| NLSLNECFIK |  | LPKGLGRPGK |  | GHYWTIDPAS |  | EFMFEEGSFR |  | RRPRGFRRKC |
| QALKPMYHRV |  | VSGLGFGASL |  | LPQGFDFQAP |  | PSAPLGCHSQ |  | GGYGGLDMMP |
| AGYDAGAGAP |  | SHAHPHHHHH |  | HHVPHMSPNP |  | GSTYMASCPV |  | PAGPGGVGAA |
| GGGGGGDYGP |  | DSSSSPVPSS |  | PAMASAIECH |  | SPYTSPAAHW |  | SSPGASPYLK |
| QPPALTPSSN |  | PAASAGLHSS |  | MSSYSLEQSY |  | LHQNAREDLS |  | VGLPRYQHHS |
| TPVCDRKDFV |  | LNFNGISSFH |  | PSASGSYYHH |  | HHQSVCQDIK |  | PCVM       |

A: Аланін

C: Цистеїн

D: Аспарагінова кислота

E: Глутамінова кислота

F: Фенілаланін

G: Гліцин

H: Гістидин

I: Ізолейцин

K: Лізин

L: Лейцин

M: Метіонін

N: Аспарагін

P: Пролін

Q: Глутамін

R: Аргінін

S: Серин

T: Треонін

V: Валін

W: Триптофан

Кодований геном білок за функцією належить до активаторів. 
Задіяний у таких біологічних процесах, як транскрипція, регуляція транскрипції. 
Білок має сайт для зв'язування з ДНК. 
Локалізований у ядрі.